# Обична прича (ТВ филм из 1989)
„Обична прича” је југословенски ТВ филм из 1989. године. Режирао га је Давор Марјановић а сценарио је написао Зринко Огреста.

## Улоге
| Глумац                  | Улога |
| ----------------------- | ----- |
| Бранко Цвејић           |       |
| Љиљана Ђурић            |       |
| Инес Фанчовић           |       |
| Ранко Гучевац           |       |
| Дубравко Јовановић      |       |
| Владислава Милосављевић |       |
| Ратко Петковић          |       |
| Енвер Петровци          |       |
| Јелица Сретеновић       |       |
| Мирза Тановић           |       |
| Нермин Тулић            |       |